# رايموند ألويسيوس لان
رايموند ألويسيوس لان (بالإنجليزية: Raymond Aloysius Lane)‏ هو قسيس أمريكي، ولد في 2 يناير 1894 في لورانس في الولايات المتحدة، وتوفي في 31 يوليو 1974 في سان فرانسيسكو في الولايات المتحدة.